# Frankensteins Höllenmonster
Frankensteins Höllenmonster (Originaltitel: Frankenstein and the Monster From Hell) ist ein Horror- und Splatterfilm der britischen Filmproduktionsfirma Hammer aus dem Jahr 1974. Die Titelrolle des Baron Frankenstein spielt Peter Cushing, Regie führte Terence Fisher. Der Film ist die letzte Fortsetzung von Hammers Frankenstein-Reihe. Frankensteins Höllenmonster ist durch die explizite Darstellung roher Gewalt gekennzeichnet und gilt als der brutalste Film der gesamten Reihe.

## Handlung
Der junge Mediziner Doktor Helder experimentiert an Leichen gemäß den Publikationen des verstorbenen Barons Frankenstein und wird ertappt. Das Gericht verurteilt ihn zu fünf Jahren Haft in einer Anstalt für geistesgestörte Kriminelle.
Dort wird er von Wärtern misshandelt. Der Arzt der Anstalt, Doktor Carl Victor, macht dem Treiben ein Ende. Während Sarah, die stumme Assistentin des Doktors, Helder versorgt, gibt Dr. Victor zu, der totgeglaubte Baron Frankenstein zu sein. Er wurde wegen seiner Experimente zu lebenslanger Haft verurteilt, konnte jedoch den Anstaltsleiter, den er in der Hand hat, dazu bringen, ihn für tot zu erklären. Seitdem ist er in der Anstalt als Arzt tätig und arbeitet heimlich noch immer an seinem Experiment, den perfekten Menschen zu erschaffen. Helder soll ihm bei seinen offiziellen Aufgaben assistieren. 
Er findet heraus, dass kürzlich ein Herr Schneider, ein körperlich degenerierter Insasse, bei einem Ausbruchsversuch umgekommen ist. Einige Tage später stirbt ein weiterer Patient, der wunderbare Holzfiguren geschnitzt hat. Auf dem Weg zum Anstaltsfriedhof stolpert einer der Sargträger, der Sarg bricht auf und enthüllt den Toten. Ihm wurden die Hände amputiert. Frankenstein beschafft sich offenbar „Material“, um den degenerierten Mann, der doch überlebt hat, zum perfekten Menschen auszubauen. Helder verlangt, selbst in das Experiment eingebunden zu werden. Der Baron willigt ein, da seine Hände durch ein Feuer (siehe: Frankenstein muss sterben!) verbrannt sind und er nicht mehr in der Lage ist, die chirurgischen Eingriffe selbst vorzunehmen.
Unter Frankensteins Anleitung transplantiert Helder dem entstellten Schneider die Hände des Figurenschnitzers und ein Paar Augen. Als Schneider aus seiner Narkose erwacht, geht er auf die beiden Mediziner los, kann jedoch betäubt werden. Der Baron will ihm nun das Gehirn eines Genies einsetzen. Praktischerweise hat sich Professor Durendel, ein weiterer Insasse und genialer Mathematiker, in derselben Nacht erhängt.
Gemeinsam verpflanzen sie Durendels Gehirn in Schneiders Körper und zunächst scheint es, als wäre das Experiment gelungen. Der Professor erkennt Dr. Victor und Dr. Helder und kann sich an seinen Namen erinnern. Doch nach kurzer Zeit beginnt der Körper, das eingesetzte Gehirn zu dominieren, und der Professor wird zu dem primitiven Ungetüm, das Schneider ursprünglich war. Er bricht aus dem Labor aus und ermordet den Anstaltsleiter. Schließlich wird er von den rasenden Insassen der Anstalt in Stücke gerissen.
Frankenstein, der ebenfalls von dem Ungeheuer verletzt wurde, kümmert dies nicht. Voller Euphorie glaubt er zu wissen, was schiefgelaufen ist und dass beim nächsten Mal alles besser klappen wird. Helder ist fassungslos und begreift, dass Baron Frankenstein nicht nur ein Visionär ist, der einer hoffnungslosen Sache nachläuft, sondern dem Wahnsinn verfallen ist.

## Synchronisation
Die deutsche Synchronfassung entstand 2004, anlässlich der dt. DVD-Veröffentlichung, bei der Hermes Synchron GmbH, Potsdam. Horst Schappo schrieb das Dialogbuch und führte Regie.
| Figur                                       | Darsteller         | Deutscher Sprecher     |
| ------------------------------------------- | ------------------ | ---------------------- |
| Baron Victor Frankenstein / Dr. Carl Victor | Peter Cushing      | Friedrich Schoenfelder |
| Dr. Simon Helder                            | Shane Briant       | David Nathan           |
| Prof. Durendel                              | Charles Lloyd Pack | Klaus Jepsen           |
| Herr Schneider, Die Kreatur                 | David Prowse       | Jan Spitzer            |
| Polizeiinspektor                            | Norman Mitchell    | Helmut Krauss          |

## Kritik
Vincent Canby schrieb in der New York Times, trotz der neuartigen kannibalistischen Tendenzen des Monsters sei der Film eine Art von Horrorfilmen, die man schätze, aber kaum noch gedreht würden.

## Sonstiges
- Frankensteins Höllenmonster war der letzte Frankenstein-Film aus dem Hause Hammer.

- Der Film wurde bereits 1972 in den Elstree Studios fertiggestellt, jedoch erst zwei Jahre später veröffentlicht.

- David Prowse, bekannt als Darth Vader aus den Star-Wars-Filmen, spielt hier, nach Frankensteins Schrecken (1970), zum zweiten Mal das Frankenstein-Monster in einem Hammer-Film.

- Für Frankensteins Höllenmonster stand ein wesentlich geringeres Budget zur Verfügung als bei früheren Frankenstein-Filmen. Dies zeichnet sich besonders durch die klaustrophobisch engen Sets aus. Auch für die Kreatur gab es diesmal kein Make-up. Der Maskenbildner Eddie Knight fertigte als kostengünstigere Alternative eine starre Vollmaske an.

- Hauptdarsteller Peter Cushing musste in diesem Film eine gelockte Perücke tragen, mit der er, so sagte er, ausgesehen hätte wie Helen Hayes.

- Der Film ist in Deutschland bisher nicht im Kino gelaufen.